# Aturan Mumpo
Aturan Mumpo is een bestuurslaag in het regentschap Bengkulu Tengah van de provincie Bengkulu, Indonesië. Aturan Mumpo telt 1109 inwoners (volkstelling 2010).